# Additionsmetod
Additionsmetoden kan användas för att lösa ett ekvationssystem med två ekvationer och två obekanta variabler x och y. Man måste då eliminera en av de obekanta variaberna genom att multiplicera ekvationerna med lämpliga tal så att antingen x eller y försvinner om man adderar ekvationerna.

## Exempel
{\displaystyle x+y=5},
{\displaystyle 2x-3y=-5}
Om man vill eliminera x kan man multiplicera den övre ekvationen med -2.Det ger då att {\displaystyle -2x-2y=-10}
Om man sedan adderar vänsterleden och högerleden får man att {\displaystyle -2x-2y+2x-3y=-10-5}
Det ger att {\displaystyle -5y=-15}. Om man löser ut y får man att {\displaystyle y=3}. Man kan sedan sätta in detta y i en av de ursprungliga ekvationerna. Om man väljer den första får man att {\displaystyle x+3=5} och det ger att {\displaystyle x=2}. 
Lösningen till ekvationssystemet blir {\displaystyle x=2},{\displaystyle y=3}